# جواو بيدرو غيرا كونا
جواو بيدرو غيرا كونا (4 مايو 1986 في البرتغال - ) هو لاعب كرة قدم برتغالي في مركز الوسط. لعب مع أبولون ليماسول وسبورتينغ براغا وموريرينسي ونادي بيرا مار ونادي بيلينينسش ونافال ويو دي ليريا ونادي بينفايل وU.D. Oliveirense ‏ وS.C. Braga B ‏.

## وصلات خارجية
- جواو بيدرو غيرا كونا على موقع قاعدة بيانات كرة القدم.إي يو (الإنجليزية)
- جواو بيدرو غيرا كونا على موقع Soccerway.com (الإنجليزية)
- جواو بيدرو غيرا كونا على موقع AS.com (الإسبانية)